# 3388 Tsanghinchi
3388 Tsanghinchi este un asteroid din centura principală, descoperit pe 21 decembrie 1981 de Observatorul Zijinshan.